# Bryotropha hendrikseni
Bryotropha hendrikseni — вид лускокрилих комах з родини виїмчастокрилі молі (Gelechiidae).

## Поширення
Зустрічається в Італії, Хорватії, Північній Македонії, Болгарії, Греції, Криті, Кіпрі, Туреччині, Україні та Туркменістані.

## Опис
Розмах крил 12–14 мм.

## Спосіб життя
Дорослі особини були зареєстровані на крилі з травня по вересень.